# دوق بلو ديفلز للرجال
دوق بلو ديفلز للرجال هو فريق كرة سلة أمريكي أٌسس عام 1905. يلعب الفريق في تجمع ساحل الأطلسي.